# Bert Hamelinck
Bert Hamelinck (Leuven, 9 maart 1968) is een Belgische film- en televisieproducent. Hij staat aan het hoofd van het productiebedrijf Caviar.

## Carrière
Bert Hamelinck richtte in 1996 samen met enkele andere oud-studenten van kunstenschool Sint-Lukas, waaronder Frank Van Passel en Bram Van Riet, het productiehuis Roses Are Blue op. In 2004 fuseerde het productiehuis met Pix & Motion van Kato Maes tot Caviar, waarna besloten werd om zich ook aan de Amerikaanse markt te wagen.
In eigen land producete Hamelinck films als Linkeroever (2008), SM-rechter (2009), Smoorverliefd (2010) en Black (2015), en series als De Smaak van De Keyser (2008) en Clan (2012). Ondertussen werkte Caviar zich door het maken van videoclips en reclamespots op in de Amerikaanse filmindustrie. Vanaf de jaren 2010 begon Hamelinck met Caviar ook internationale films te producen. Zo was hij een co-producent van Lars von Triers Nymphomaniac en producete hij films van de Amerikaanse regisseuses Marielle Heller en Chloé Zhao.
In 2021 kende Hamelinck in Hollywood succes met de dramafilm Sound of Metal (2019) van regisseur Darius Marder. De film, die door Amazon Studios op streamingdienst Prime Video werd uitgebracht, leverde Hamelinck onder meer een nominatie op voor de Oscar voor beste film.

## Filmografie

### Film (als producent)
- Love Belongs to Everyone (2006)
- De laatste zomer (2007)
- Linkeroever (2008)
- Dirty Mind (2009)
- SM-rechter (2009)
- My Queen Karo (2009)
- Bo (2010)
- Smoorverliefd (2010)
- Dikke vrienden (2011) (docu)
- Smoorverliefd (2013)
- The Diary of a Teenage Girl (2015)
- Black (2015)
- Between Us (2016)
- The Rider (2017)
- Sun Dogs (2017)
- Jawline (2019) (docu)
- Sound of Metal (2019)
- Victoria (2020) (docu)
- Rebel (2022)

### Televisie (selectie)
- Koning van de Wereld (2006)
- De Smaak van De Keyser (2008)
- The Spiral (2012)
- Clan (2012)
- Tabula rasa (2017)